# Guy Butteux
Guy Butteux, né le 9 novembre 1920 à Clermont (Oise) et mort le 2 janvier 2014 en Nouvelle-Calédonie, est un coureur cycliste français, actif dans les années 1940 et 1950.

## Biographie
Guy Butteux a été licencié au VC Brestois, au VS Quimperois, au VC Morlaisien et au VC Plougasnou. Passé professionnel en 1946, il se distingue en remportant notamment deux étapes du Tour de l'Ouest : l'une en 1949, où il devance au sprint Attilio Redolfi et Louison Bobet, et l'autre en 1954,. Son palmarès compte environ 150 victoires, principalement en Bretagne. Après avoir couru dans les équipes Mercier-Hutchinson, Alcyon-Dunlop et Arrow, il met un terme à sa carrière en 1954 ou 1955, après une grave chute au vélodrome de Quintin.
Il meurt le 2 janvier 2014 en Nouvelle-Calédonie.

## Palmarès
- 1942
  - Champion de Bretagne amateurs
- 1947
  - 1re étape du Tour de la Manche
  - Grand Prix Pierre Le Doaré
  - 3e du Circuit du Finistère
- 1949
  - 3ea étape du Tour de l'Ouest
  - 2e du Grand Prix de Plouay
- 1950
  - 10e étape du Tour d'Afrique du Nord
- 1951
  - 2e du Grand Prix de Plouay
- 1954
  - 7e étape du Tour de l'Ouest